# Organización Patriótica Socialista Helénica
La ESPO (en griego: Ελληνική Σοσιαλιστική Πατριωτική Οργάνωσις, lit. Organización Patriótica Socialista Helénica) fue una organización colaboracionista y pronazi creada en el verano de 1941 en la Grecia ocupada por los alemanes, bajo el liderazgo de Georgios Vlavianos y más tarde de Spyros Sterodimas. Sus miembros eran ultranacionalistas, nazis y fascistas que tenían como objetivo ayudar a las fuerzas de ocupación del Eje contra el comunismo y los judíos.
Una de sus principales acciones fue el saqueo de la sinagoga de la calle Melidoni, en Atenas, llevada a cabo por la sección juvenil de la ESPO.

## El atentado
En 1942, estando Sterodimas en plena campaña de reclutamiento de jóvenes griegos para la creación de una división griega de las Waffen-SS, fue asesinado junto a otros 28 miembros de la ESPO (y 48 soldados alemanes) cuando uno de los principales movimientos de la resistencia griega, la Uniòn Panhelenista de Jóvenes Combatientes (PEAN), hizo estallar la sede de la organización en el centro de Atenas. Su muerte significó el abandono de estos planes y el fin efectivo de la ESPO. Durante los servicios de Yom Kipur, el 22 de septiembre de 1942, la Gestapo atrapó a diez judíos en represalia por esta acción. Tras la muerte de Sterodimas, el liderazgo pasó a Aristeides Andronikos, quien partió a Austria en septiembre de 1944 con otros colaboradores.
Actualmente existe un pequeño monumento al líder de la PEAN, Kostas Perrikos, en el lugar.